# Спрудж, Эдмунд
Эдмунд Спрудж (латыш. Edmunds Sprūdžs; род. 21 июня 1980, Рига, Латвийская ССР) — латвийский предприниматель и политический деятель. Бывший министр окружающей среды и регионального развития (2011-2013).

## Биография
Родился в Риге 21 июня 1980 года.
Начал обучение в 6-й Рижской средней школе в Риге, где проучился до 9-го класса; играл на различных музыкальных инструментах. Среднее образование завершил в 1-й гимназии, которую окончил в 1998 году.
Изучал юридические науки в Высшей школе бизнеса «Turība», но оставил учёбу после второго года обучения. В 2005 году он начал посещать программу магистра делового администрирования, аккредитованную Уэльским университетом в колледже Роберта Кеннеди в Швейцарии, которую окончил в 2010 году.
С 2011 года по 2013 год был членом Партии реформ. В 2011 году был кандидатом от Партии реформ Затлерса на пост премьер министра Латвии. Депутат 11 Сейма Латвии. Карьеру начинал переводчиком компьютерных программ на латышский язык, затем работал консультантом по программам бухгалтерского и управленческого учета на предприятиях. Живет в Марупе, женат, двое детей.